# هیانژ
هیانژ (به فرانسوی: Hayange) یک کمون در فرانسه است که در Canton of Hayange واقع شده‌است.

## خصوصیات
هیانژ ۱۲٫۲۳ کیلومترمربع مساحت و ۱۵٬۲۲۷ نفر جمعیت دارد.

## خواهرخوانده
شهرهای آرلن (بلژیک) و دیکیرش خواهرخوانده‌های هیانژ هستند.